# Karakalpakstan

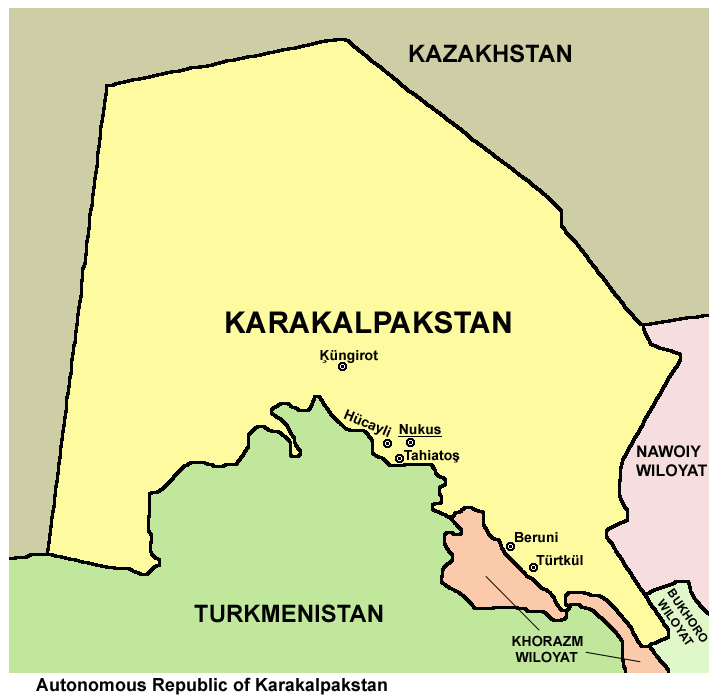

Karakalpakstan (karakalpakisch Qaraqalpaqstan; usbekisch Qoraqalpogʻiston), amtlich Republik Karakalpakstan (karakalpakisch Qaraqalpaqstan Respublikası; usbekisch Qoraqalpogʻiston Respublikasi), im Deutschen auch Karakalpakistan, ist eine autonome Republik im Westen Usbekistans. Sie hat rund 2 Millionen Einwohner und eine Fläche von 166.590 km². Die Hauptstadt ist Nukus.

## Geographie
Im Osten befindet sich die Kysylkum, im Norden die Aralkum, im Westen das Ustjurt-Plateau, im Mittelteil das Delta des Amudarja.
Das Wasservolumen im Aralsee hat sich in den letzten Jahrzehnten dramatisch verringert, da die früheren Zuflüsse durch die Ströme Amudarja und Syrdarja den See nicht mehr vollständig erreichen.
Dies führte zu großen Veränderungen im Wasserhaushalt der gesamten Region, zu Klima- und Bodenveränderungen und zu immensen Umweltschäden. Die Ufer des Sees haben sich von den früheren Häfen und Kurorten zurückgezogen. Ganze Flotten von Schiffen liegen heute statt im Wasser, in einem Sand- und Salzmeer. Man spricht von „Friedhöfen der Schiffe“.

## Bevölkerung
Die Bevölkerung innerhalb der Republik setzte sich im Jahre 2017 aus folgenden Bevölkerungsgruppen zusammen: 36 % Usbeken, 33 % Karakalpaken (nicht zu verwechseln mit den Karapapaken), 25 % Kasachen, 6 % Turkmenen, Russen und anderen ethnische Minderheiten.

## Politik
Die autonome Republik hat ein eigenes Parlament, einen eigenen Ministerrat und eine eigene Flagge. Das Karakalpakische ist zusammen mit dem Usbekischen Amtssprache. Aber auch das Russische spielt in der Region eine große Rolle. In der Region sind karakalpakische Separatisten aktiv, die eine Unabhängigkeit der Region fordern. Sie werfen der usbekischen Regierung Unterdrückung und mangelnde Investitionen in Karakalpakstan vor. In den letzten Jahren haben bis zu 200.000 Karakalpaken das Land verlassen, die meisten von ihnen emigrierten nach Russland und Kasachstan.
Einer der Stellvertreter des Vorsitzenden des Oliy Majlis (Parlament Usbekistans) ist gegenwärtig zugleich Vorsitzender des Joqarǵi Keńes (Parlament Karakalpakstans). Die autonome Republik wird manchmal auch Karakalpakstan und veraltet Karakalpakien genannt.

## Verwaltungsgliederung
Karakalpakstan ist in 14 Bezirke (karakalpakisch rayon, usbekisch tuman, russisch rajon) und 7 kreisfreie Städte (karakalpakisch qalas, usbekisch shahar) unterteilt. Die kreisfreien Städte sind Beruniy (usbekischer Name; karakalpakisch: Biruniy), Nukus (Nókis), Taxiatosh (Taqıyatas), Toʻrtkoʻl (Tórtkúl), Xoʻjayli (Xojeli), Chimboy (Shımbay) und Qoʻngʻirot (Qońırat). Der Bezirk Kegeyli in seiner heutigen Form entstand 2004 durch die Zusammenlegung der damaligen Bezirke Kegeyli und Boʻzatov (Buzatov; Hauptort war Qozonketkan/Qazanketken).
| Nr                                  | Bezirk               | Hauptort        | Nr | Bezirk             | Hauptort           | Nr | Bezirk                 | Hauptort               | Nr                                                                                    | Bezirk                                                                                | Hauptort                                                                              |
| ----------------------------------- | -------------------- | --------------- | -- | ------------------ | ------------------ | -- | ---------------------- | ---------------------- | ------------------------------------------------------------------------------------- | ------------------------------------------------------------------------------------- | ------------------------------------------------------------------------------------- |
| 1                                   | Amudaryo Ámu dárya   | Mangʻit Mańǵıt  | 5  | Kegeyli            | Kegeyli            | 9  | Qoʻngʻirot Qońırat     | Qoʻngʻirot Qońırat     | 13                                                                                    | Toʻrtkoʻl Tórtkúl                                                                     | Toʻrtkoʻl Tórtkúl                                                                     |
| 2                                   | Beruniy Biruniy      | Beruniy Biruniy | 6  | Moʻynoq Moynaq     | Moʻynoq Moynaq     | 10 | Qoraoʻzak Qaraózek     | Qoraoʻzak Qaraózek     | 14                                                                                    | Xoʻjayli Xojeli                                                                       | Xoʻjayli Xojeli                                                                       |
| 3                                   | Chimboy Shımbay      | Chimboy Shımbay | 7  | Nukus Nókis        | Oqmangʻit Aqmańǵıt | 11 | Shumanay Shomanay      | Shumanay Shomanay      | die erstgenannten Namen sind die usbekischen, die zweitgenannten die karakalpakischen | die erstgenannten Namen sind die usbekischen, die zweitgenannten die karakalpakischen | die erstgenannten Namen sind die usbekischen, die zweitgenannten die karakalpakischen |
| 4                                   | Ellikqalʼa Ellikqala | Boʻston Bustan  | 8  | Qanlikoʻl Qańlıkúl | Qanlikoʻl Qańlıkúl | 12 | Taxtakoʻpir Taxtakópir | Taxtakoʻpir Taxtakópir | die erstgenannten Namen sind die usbekischen, die zweitgenannten die karakalpakischen | die erstgenannten Namen sind die usbekischen, die zweitgenannten die karakalpakischen | die erstgenannten Namen sind die usbekischen, die zweitgenannten die karakalpakischen |
| Bezirke in Karakalpakstan seit 2004 |                      |                 |    |                    |                    |    |                        |                        |                                                                                       |                                                                                       |                                                                                       |

## Geschichte

### Vorgeschichte

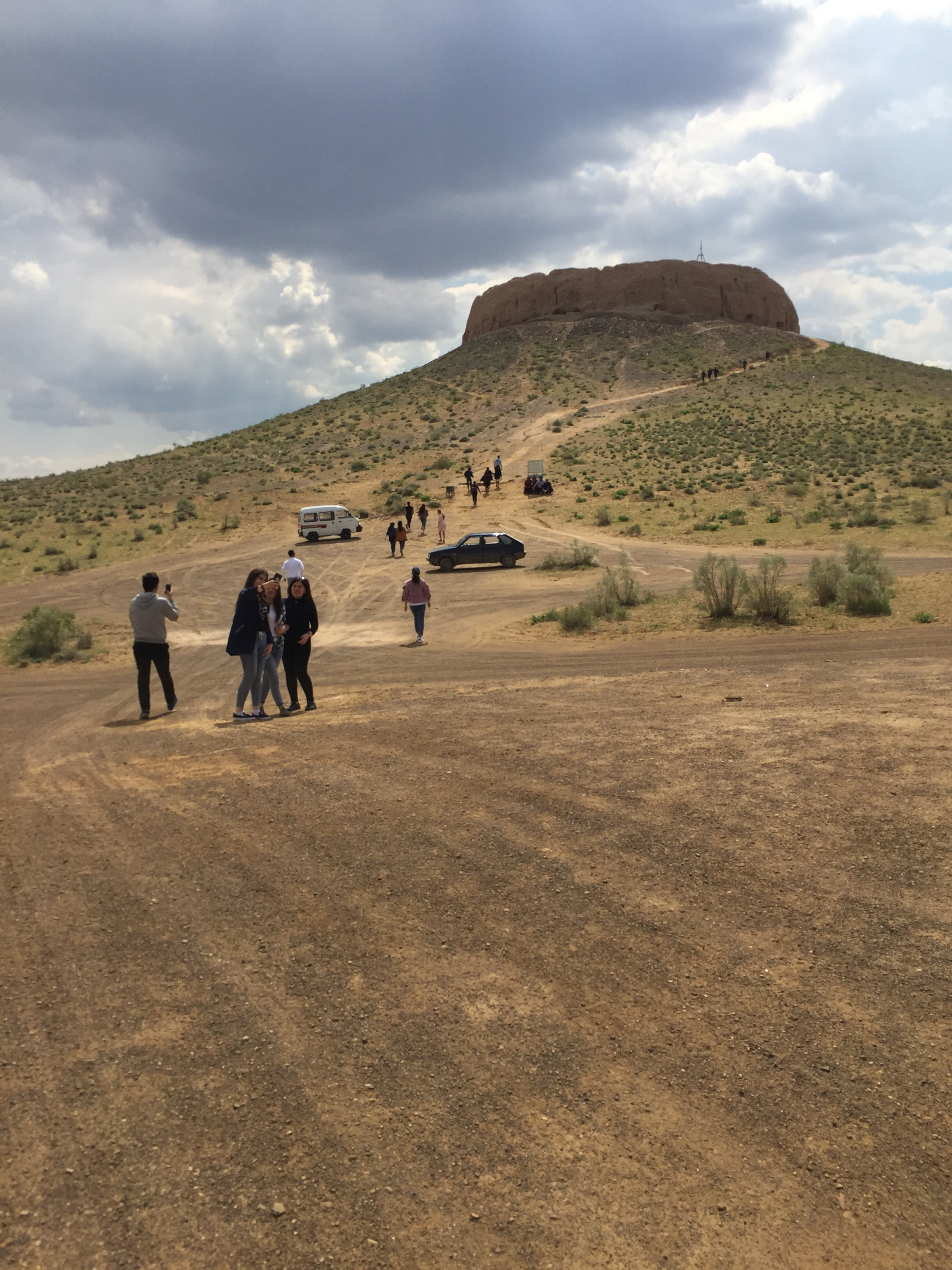
Die Shilpiq-Festung (Shilpiq Kala) liegt zwischen Nukus und Beruniy in Karakalpakstan

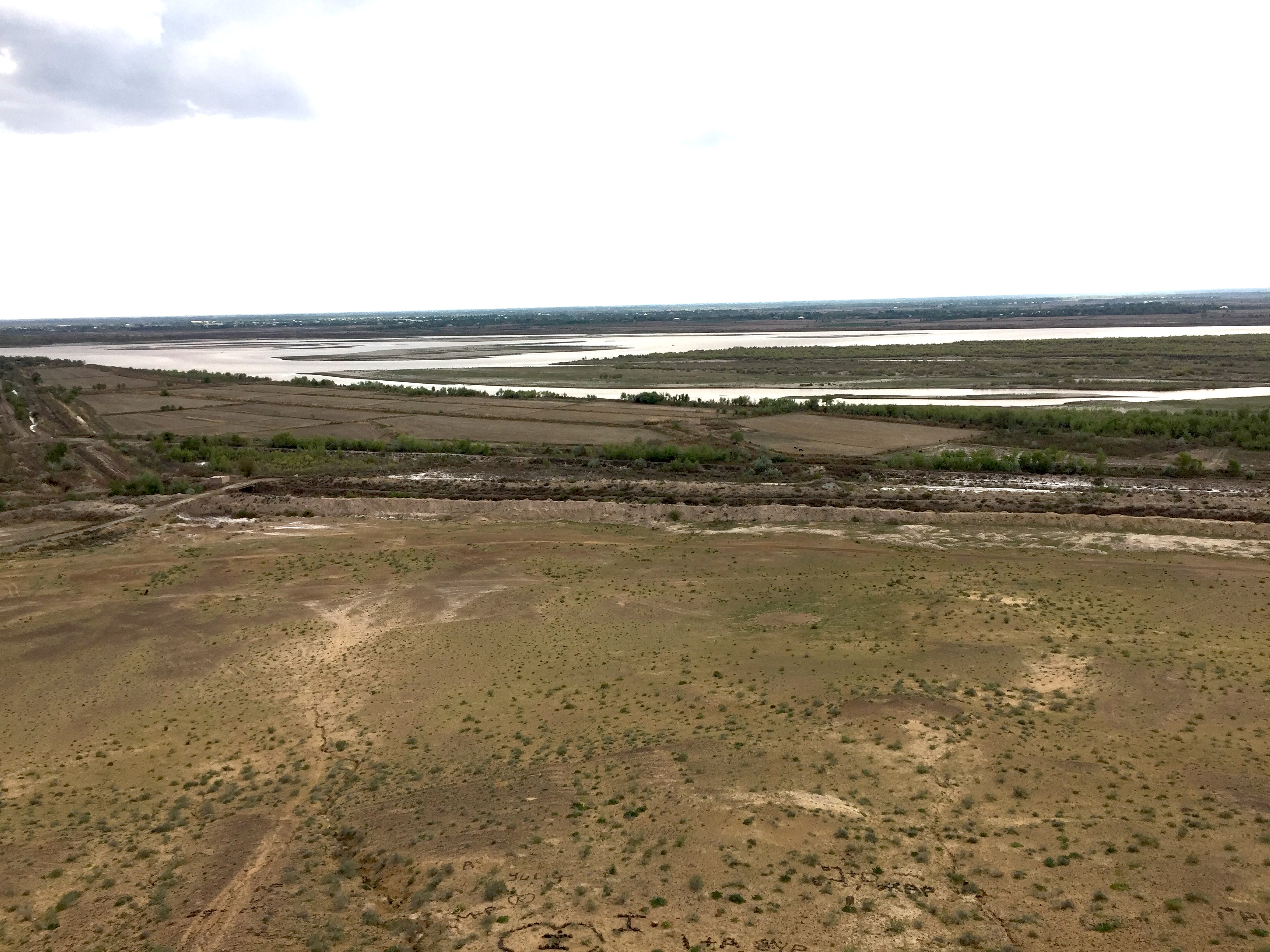
Der Amudarja von der Shilpiq Kala aus gesehen

Die Karakalpaken gehörten im Laufe der Jahrhunderte vielen regionalen Staaten an. Der Name des Volks leitet sich von kara, dem turksprachigen Wort für schwarz, und kalpak, für eine hohe bis spitze Fell- oder Pelzmütze ab. Bis ins 16. Jahrhundert waren sie nördlich des Syr-darja-Mittellaufs als Hirtennomaden nachweisbar. Im Zuge des 18. Jahrhunderts zog ein Teil von ihnen unter dem Druck der kasachischen Stämme der Großen Horde aus ihren Ursprungsgebieten ins Ferganatal und schloss sich dort den Usbeken an. Ein anderer Volksteil ließ sich im Amudarjadelta nieder. Am südlichen Kaspischen Meer, im Khanat Chiwa wurden die Karakalpaken sesshaft und wurden Fischer und Ackerbauern. Das Khanat Chiwa war zwar dem Khan der Großen Horde tributpflichtig, aber dieser ließ Chiwa autonom agieren.

### Revolutionsjahre
1917 stand das Kaiserreich Russland nicht nur an den Fronten des Ersten Weltkrieges, sondern auch in seinem Inneren fanden zahlreiche Kämpfe statt. In diesem Bürgerkrieg standen sich die zarentreuen „Weißen“ den „Roten“ gegenüber. Diese Kämpfe griffen auch nach Zentralasien über. Im Frühjahr 1917 wurde in Bischkek eine Sektion der Alasch gegründet. Deren politischer Führer, Mustafa Tschokajew, rief im November 1917 in Kokand die Autonomie aus. Ihr folgte im Dezember desselben Jahres die Ausrufung des Alasch-Orda-Staates. Dieser proklamierte Karakalpakstan als „kirgisisches Territorium “ und seine turkstämmige Bewohner als „Kasak-Kirgisen“.

### Gründung der Karakalpakischen ASSR
Nach der Zerschlagung der Alasch Orda (1920) wurde der Norden Karakalpakstans mitsamt dem Kysylkum-Gebiet (Navoiy) innerhalb der RSFSR der ersten Kirgisischen ASSR (heutiges Kasachstan) zugeordnet. Der Süden der Region war bis 1924 Teil der Sowjetischen Volksrepublik Choresm. Am 27. Oktober 1924 wurde Karakalpakstan zuerst als autonomes Gebiet (autonome Oblast), ab 20. März 1932 als Karakalpakische Autonome Sozialistische Sowjetrepublik (ASSR) Teil der Russischen SFSR. Mit der sowjetischen Verfassung von 1936 wurde die Karakalpakische ASSR am 5. Dezember 1936 Teil der Usbekischen SSR (seit 1991 unabhängiges Usbekistan).

### Postsowjetische Zeit
Der Zerfall der Sowjetunion (ab 1989/90) verschärfte auch in dieser ASSR die „nationale Frage“. Als mögliche Antworten gab es für die Karakalpaken zwei Alternativen: Zum einen der weitere Verbleib bei Usbekistan, den zwischen 1989 und 1992 nur eine Minderheit der Karakalpaken befürwortete, und zum anderen der Austritt der ASSR aus Usbekistan und der Anschluss an das sprachverwandte Kasachstan. Von der Mehrheit der Karakalpaken wurde letztendlich eine Zeit lang die letztere Möglichkeit favorisiert, zumal auch Kasachstan gegenüber Usbekistan territoriale Ansprüche stellte und alle von den Südkasachen bewohnten Gebiete Usbekistans einschließlich der ASSR Karakalpakstan einforderte. Bis zu dem Zeitpunkt genoss Karakalpakstan in Usbekistan weitgehende Autonomie und für die Karakalpaken stellte sich die Frage eines Anschlusses an Kasachstan nicht mehr.
Nach einer Demonstration von mehreren Tausend Menschen am 1. Juli 2022 in Nukus, der Hauptstadt der Republik Karakalpakstan, gab der usbekische Präsident Shavkat Mirziyoyev am 2. Juli 2022 bekannt, dass eine geplante Verfassungsänderung fallen gelassen werde, die die Autonomie der Republik Karakalpakstan geschmälert hätte. Die geplante Verfassungsänderung sah insbesondere vor, dass die Republik Karakalpakstan ihren souveränen Status und das Recht verlieren würde, ein Referendum über ihre Unabhängigkeit abzuhalten. Die Proteste gingen danach trotzdem weiter. Es gab mehrere Tote.

## Wirtschaft, Gesundheit und Bewässerungsprobleme
Die Hauptwirtschaftszweige sind die Förderung von Erdöl und Erdgas, die Gewinnung von Salzen und Phosphaten, der Bewässerungsfeldbau (Baumwolle, Reis), die Schaf- und Seidenraupenzucht sowie die Textilindustrie.
Um ausreichend Wasser für den von Stalin befohlenen Baumwollanbau zu bekommen, wurden hier wie auch in der benachbarten Kasachischen SSR die Wasser der Flüsse Amudarja und Syrdarja in unzählige Kanäle abgeleitet und erreichen somit den Aralsee nicht mehr. Hierdurch ist die einst florierende Landwirtschaft im Amudarja-Delta zugrunde gegangen. Die Region ist mittlerweile großflächig ausgetrocknet, die Böden sind versalzen und die Region ist durch Dünger und Pestizide verseucht, die sich früher im Seeboden abgelagert hatten und nun mit dem Staub in der Region verweht werden. Hierdurch ist unter anderem die Häufigkeit von Atemwegserkrankungen stark gestiegen. Die Rate an Speiseröhrenkrebs gehört zu den höchsten der Welt.